# 에드바르드 베스테를룬드
에드바르드 빌헬름 "에투" 베스테를룬드(스웨덴어: Edvard Vilhelm "Eetu" Westerlund, 1901년 2월 1일 - 1982년 12월 7일)는 핀란드의 레슬링 선수로 3번의 올림픽에 출전했다. 그는 1924년 올림픽에서 금메달을 획득했고 1928년 올림픽에서 동메달을 획득했다. 그는 1921년부터 1922년 사이에 세계 선수권 대회에서 2개의 메달을 획득했다. 그의 형제 칼레 베스테를룬드와 에밀 베스테를룬드 또한 올림픽 레슬링 선수였다.

## 참조
1. ↑  “에드바르드 베스테를룬드”. 《sports-reference.com》. 2009년 10월 12일에 원본 문서에서 보존된 문서. 2016년 6월 27일에 확인함.